# Ypthima batesi
Ypthima batesi är en fjärilsart som beskrevs av Felder 1867. Ypthima batesi ingår i släktet Ypthima och familjen praktfjärilar. Inga underarter finns listade i Catalogue of Life.